# Tlake (gmina Rogatec)
Tlake – wieś w Słowenii, w gminie Rogatec. W 2018 roku liczyła 315 mieszkańców.